# Панџ
Панџ (перс. پنج, panj, рус. Пяндж, таџ. Панҷ) је река у средњој Азији, десна притока Амударје. Панџ извире на Памиру у Таџикистану. Укупна дужина Панџа је 921 km. У долини реке иде пут Душанбе-Хорог.

## Важнија насеља
Панџ тече кроз ова насеља:
- Варанг
- Ишкашим
- Хорог
- Рушан
- Нулванд
- Калаи-Хумб
- Панџ (град)

## Притоке
Главне притоке Панџа су:
- Деснее:
  - Шахдара
  - Гунт
  - Ванџ
  - Мургаб (или Бартанг)
  - Јазгелем
- Леве:
  - Тангшива
  - Рувинчаб
  - Кокча